# Napomyza hirtella
Napomyza hirtella är en tvåvingeart som beskrevs av Zlobin 1994. Napomyza hirtella ingår i släktet Napomyza och familjen minerarflugor. Inga underarter finns listade i Catalogue of Life.